# Mara Apih Pečar
Mara Apih-Pečar, slovenska učiteljica, * 5. december 1900, Lonjer pri Trstu, † 13. september 1941, Ljubljana.
Po končanem učiteljišču je učila v raznih krajih. Njena zadnja služba je bila v Ljutomeru. Umrla je za posledicami mučenja v gestapovskem zaporu. Veliko se je ukvarjala z dramatiko, posebno z režijo mladinskih iger. Tudi sama je bila igralka.